# Jonas Daniël Meijerplein
La Jonas Daniël Meijerplein, souvent abréviée J.D. Meijerplein (« Place Jonas Daniël Meijer » en néerlandais) est une place d'Amsterdam aux Pays-Bas. La place est nommée d'après le premier avocat juif des Pays-Bas, Jonas Daniël Meijer.
Sur la place, au cœur de l'ancien quartier juif, se situe la synagogue portugaise (Snoge) datant de 1675, un temps la plus grande synagogue du monde. Quatre anciennes synagogues de la communauté ashkénaze sont utilisées par le Musée historique juif depuis 1987.

## Le nom
La place était à l'origine appelée le « Deventer Houtmarkt ». Au XIXe siècle, son nom est modifé, il fait référence à Jonas Daniel Meijer (1780-1834), premier avocat néerlandais juif.
Pendant l'occupation allemande durant la Seconde guerre mondiale, le nom de la place est à nouveau modifié, la place prend le nom de « Houtmarkt », par ordonnance du bourgmestre le 14 août 1942, pour enlever toute référence à une personnalité juive. Après la libération des Pays-Bas en 1945, la place reprend son nom actuel.